# Île solaire
L'Île solaire (Solar Island en anglais) est un système expérimental de production d'énergie.
Un prototype est en cours de construction depuis 2007 au large de Ras al-Khayma sous la direction de Thomas Hinderling, directeur du Centre suisse d'électronique et de microtechnique. L'île artificielle, d'un diamètre de 100 mètres constitue une centrale de production classique. Des milliers de miroirs concentrent les rayons du soleil sur des tubes dans lesquels circule l'eau. La vapeur produite servira à faire tourner des turbines pour produire de l'électricité. L'île pivote au moyen de moteurs électriques hydrodynamiques pour suivre la trajectoire du soleil .
L'île solaire devrait produire 1,2 GWh par an. Mais pour être rentable, ces structures devront se situer dans des zones proches de l'équateur pour bénéficier d'un ensoleillement maximum. 
Le projet a obtenu le prix Evenir 2009 décerné par l'Union pétrolière